# 大叻圣室
大叻圣室（Thánh thất Đà Lạt）或多福圣室（Thánh thất Đa Phước）是一座高台教圣室，位于越南林同省大叻市第十一坊。
大叻圣室始建于法国殖民时期的1938年。1954年《日内瓦协议》签订之后，由于吴庭琰政府的偏爱天主教，非基督宗教面临困难。1963年11月1日政变后，高台教开始发展，信徒增加。1975年后，高台教的组织体制瓦解，信徒在自己的家中举行仪式。1997年，高台教获得合法地位，2001年4月，大叻的高台教信徒达到8,000多名。2005年，大叻圣室的建设许可证获得林同省人民委员会的批准。建筑面积为1,627平方米，总土地面积为14,774平方米，造价超过70亿越南盾。大叻圣室于2010年7月30日正式启用，成为越南最大的高台寺。

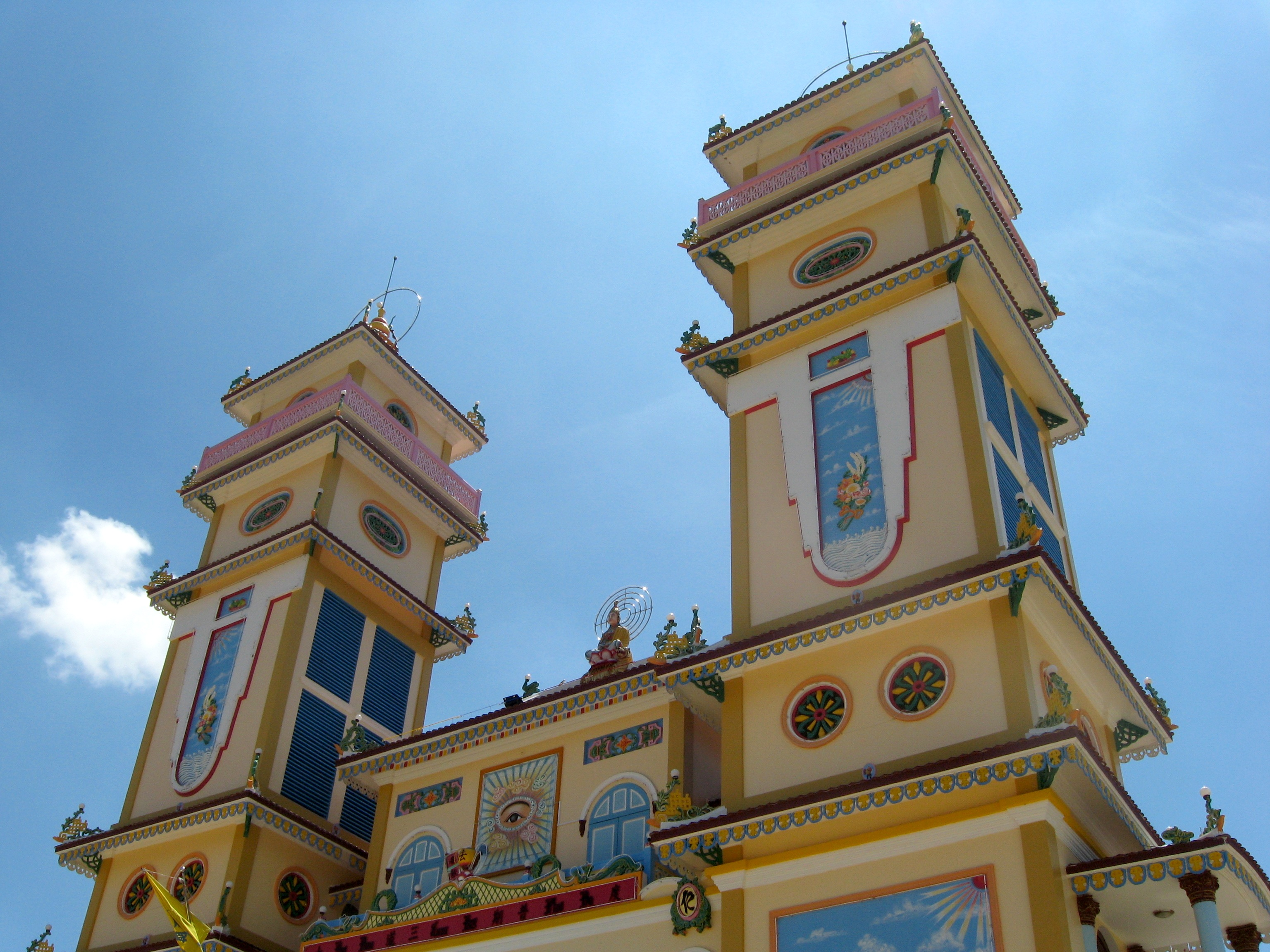
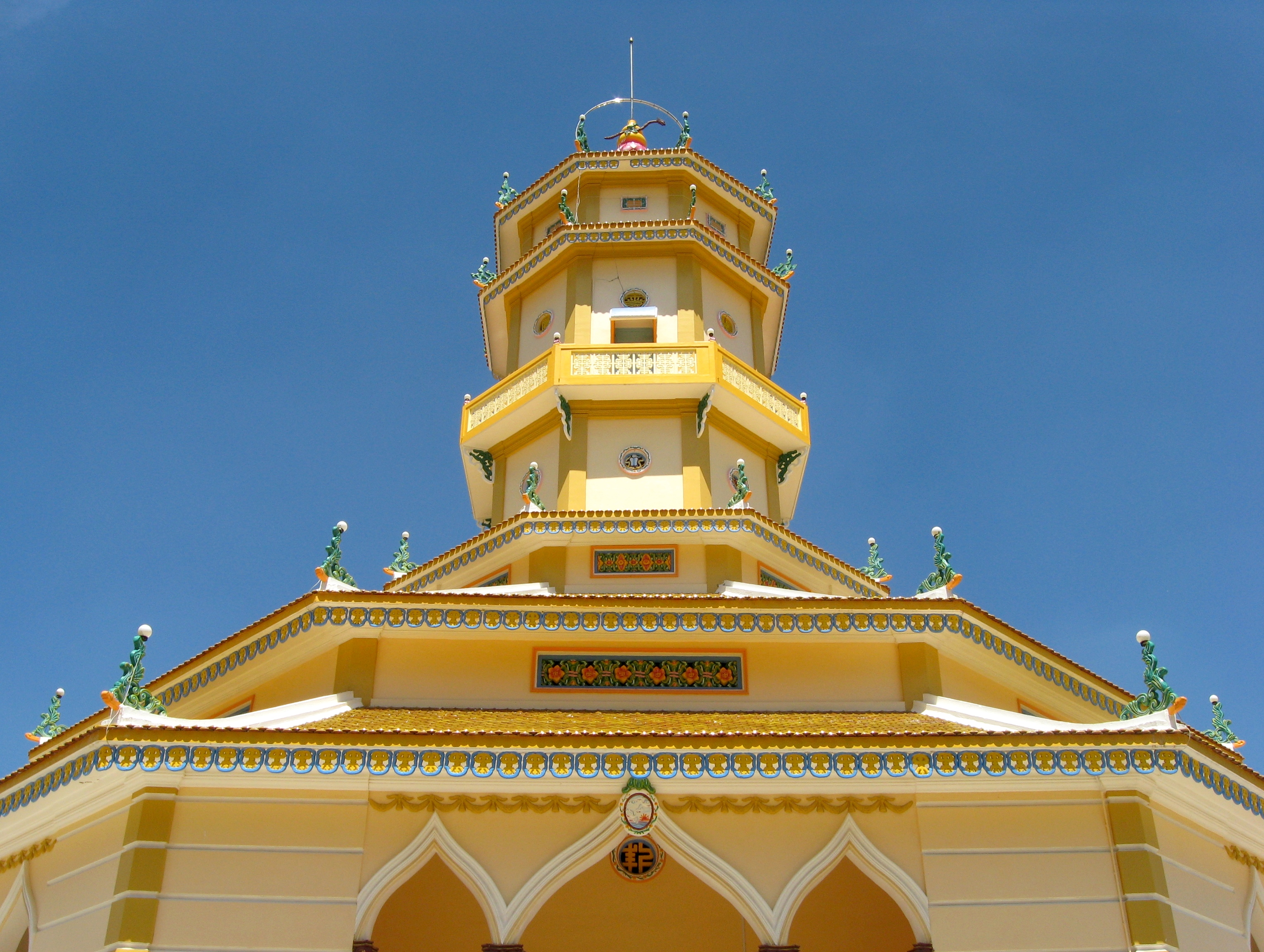
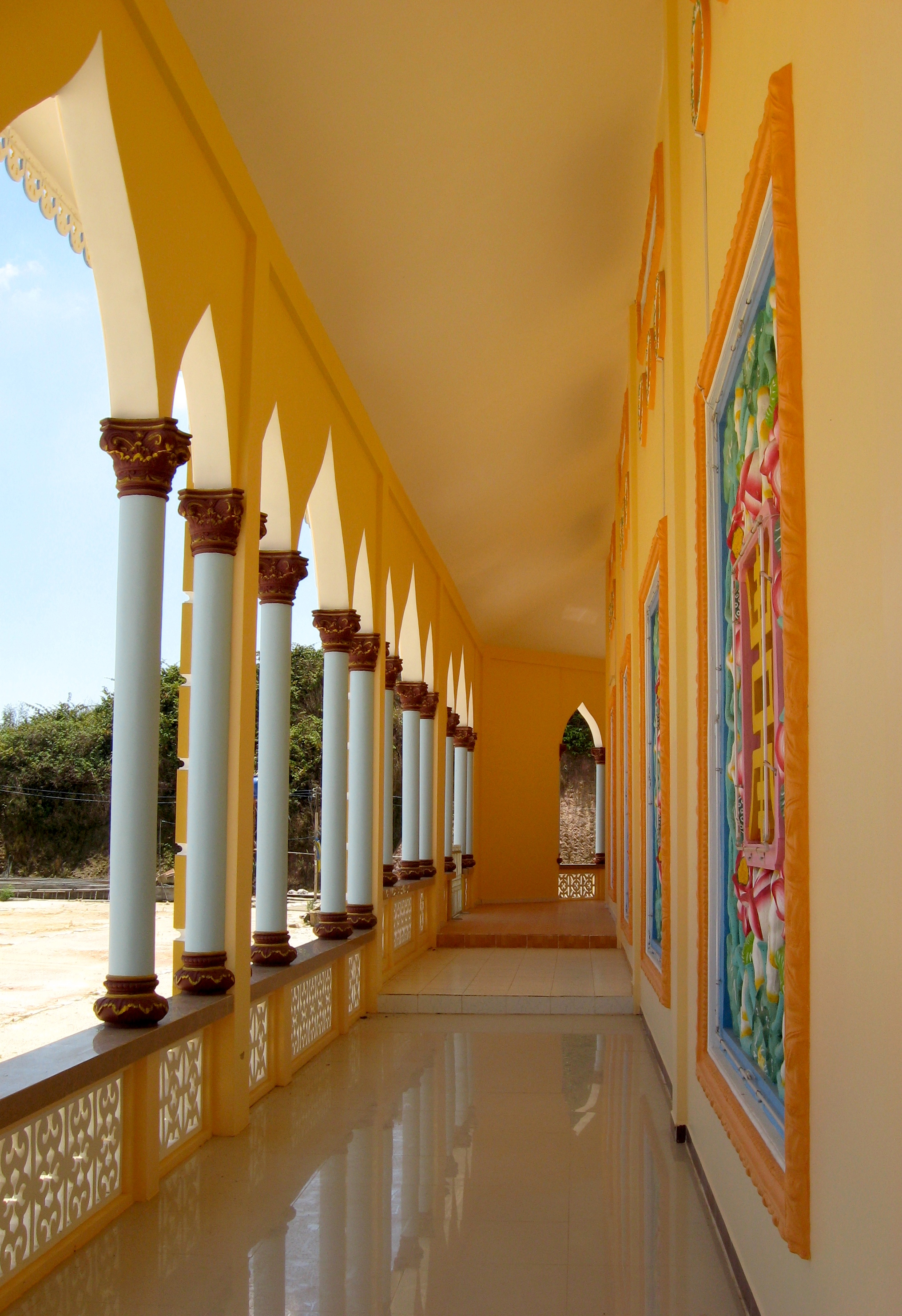
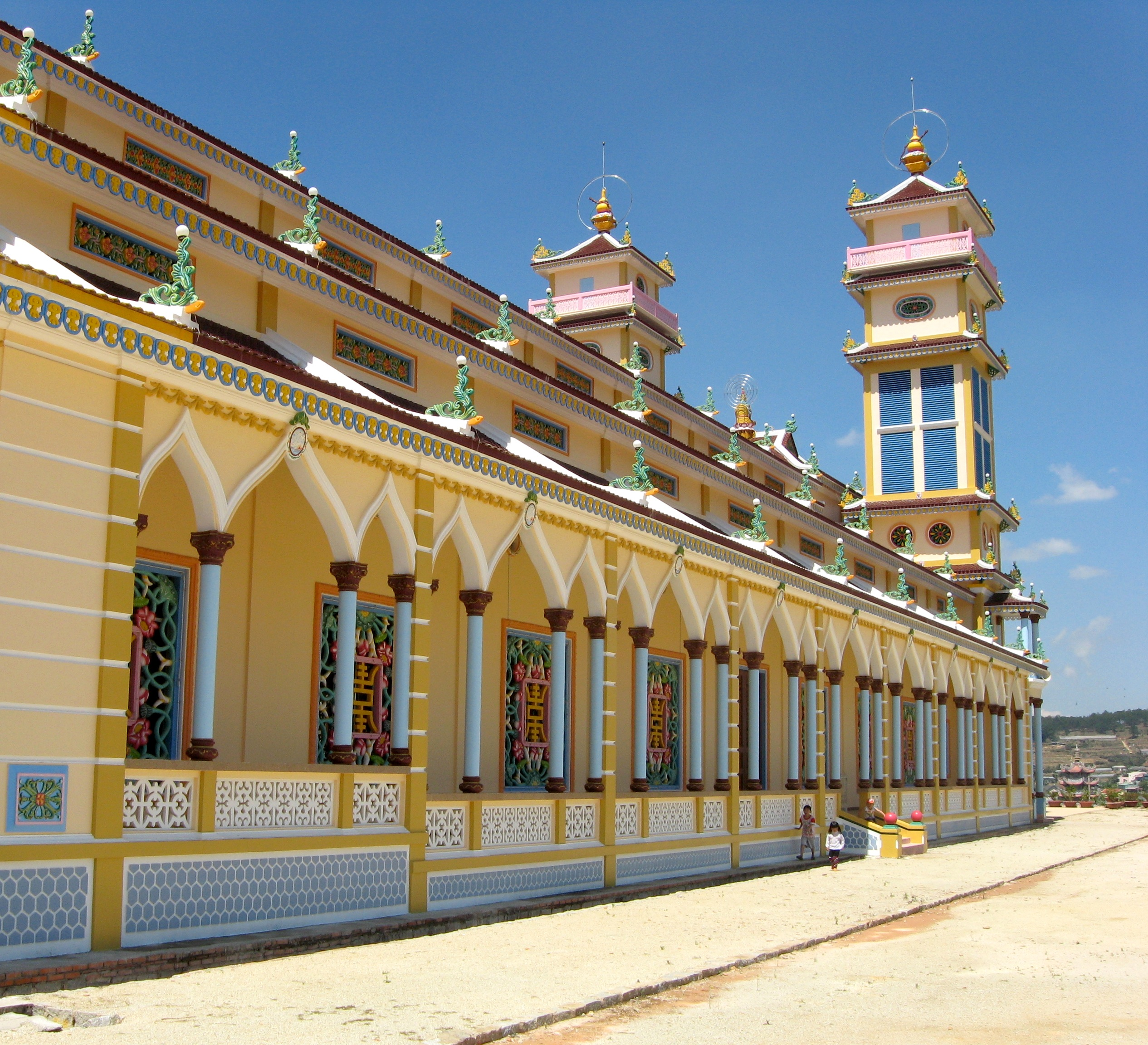
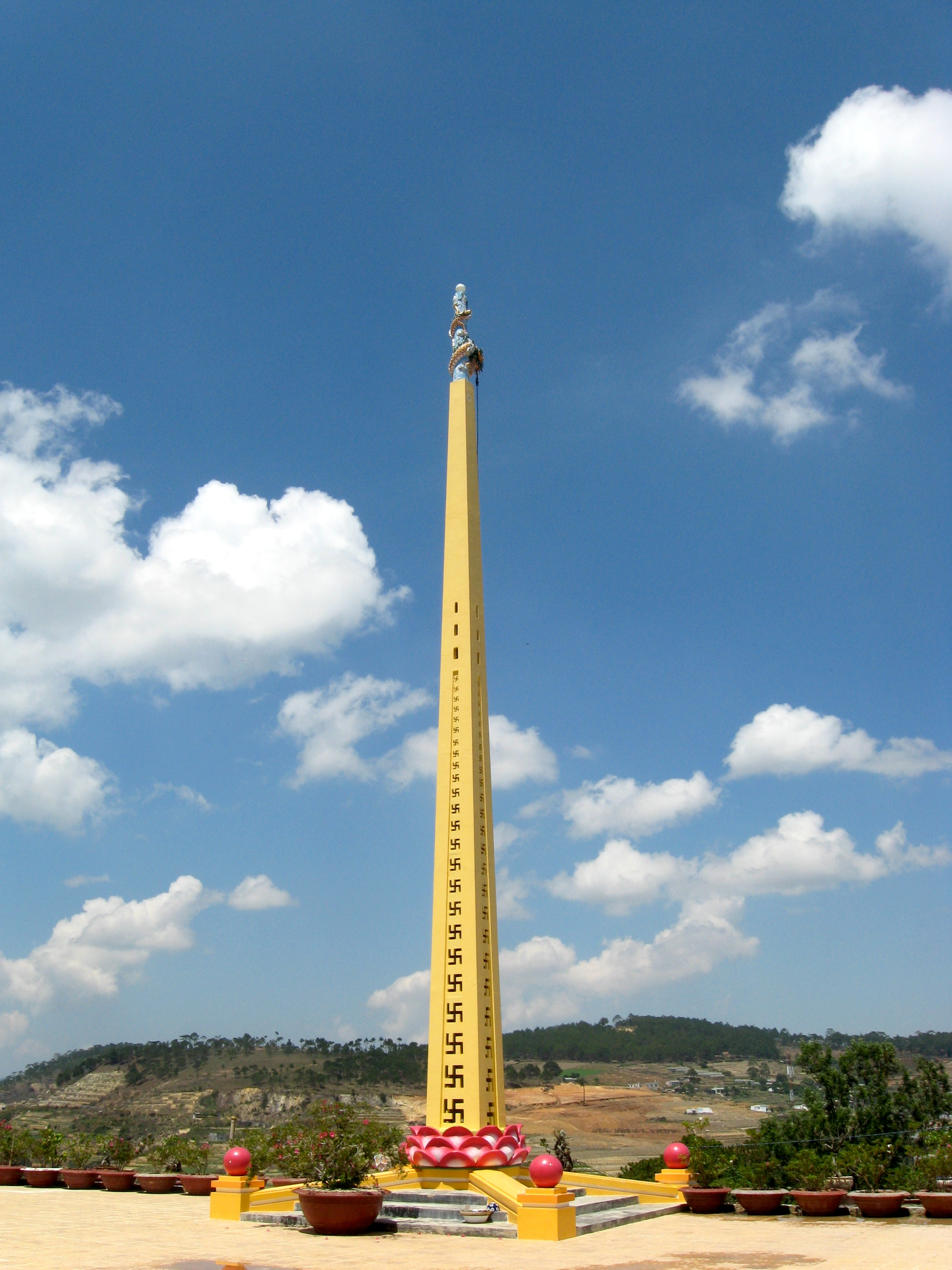
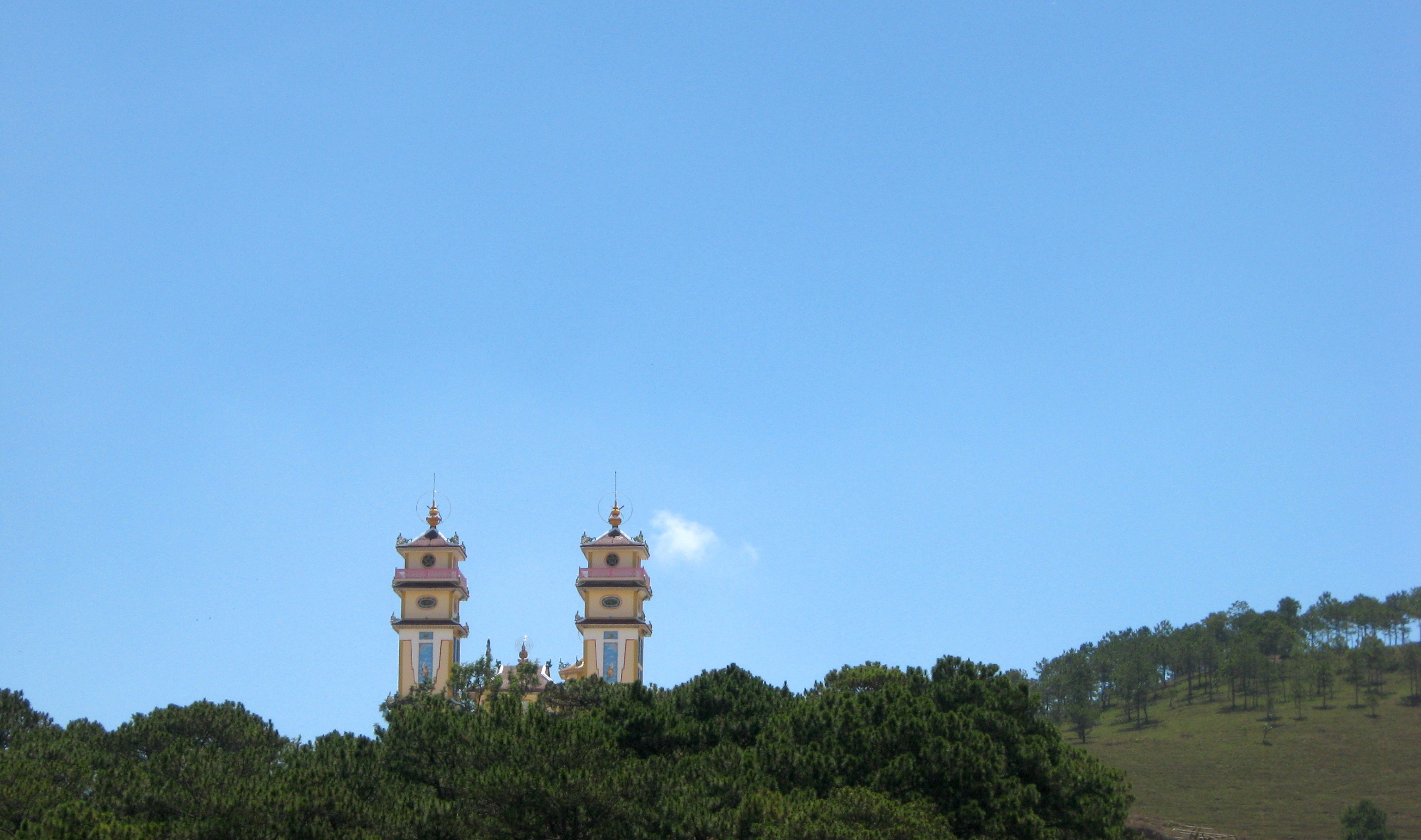
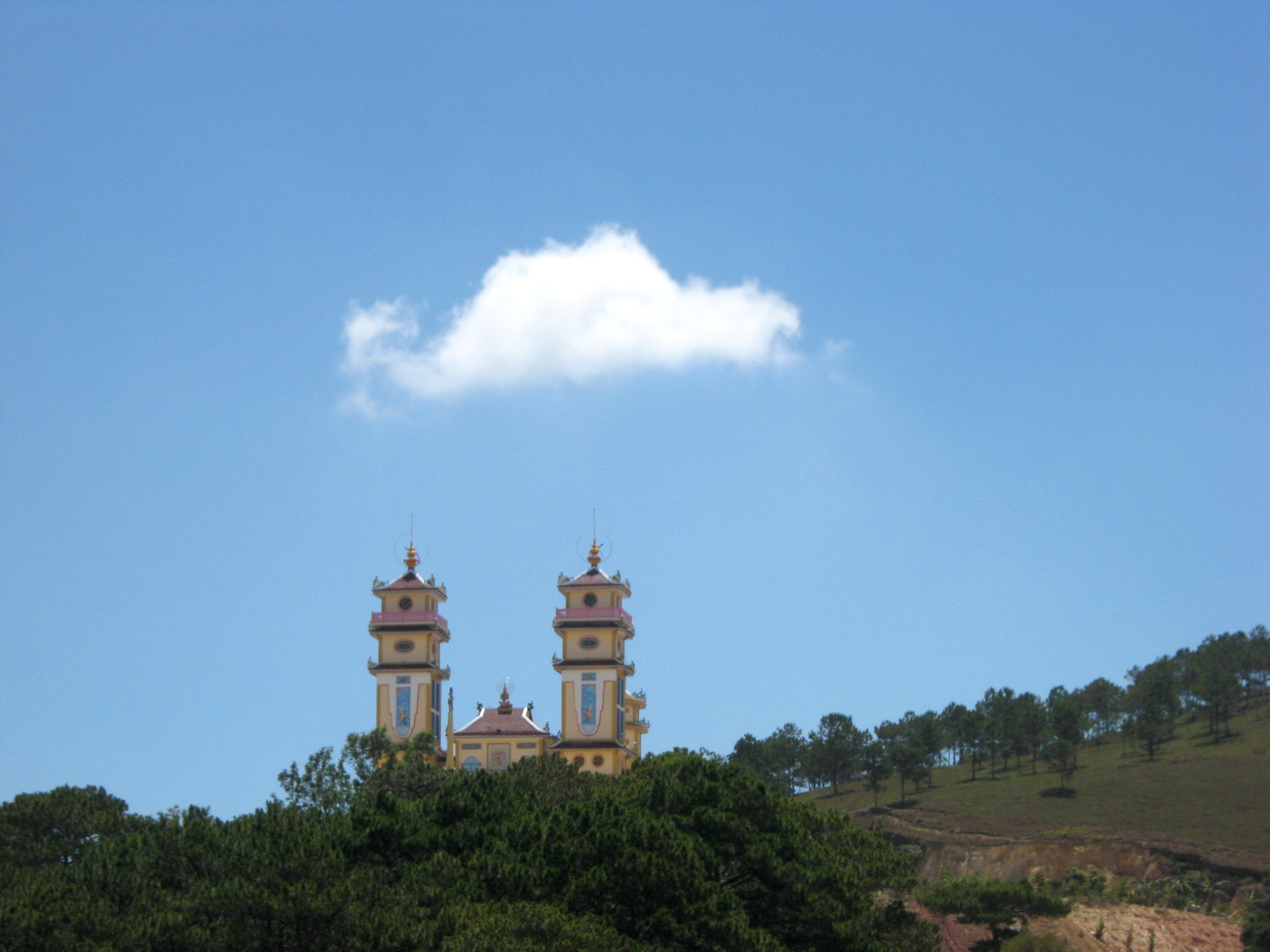